# Bójka chłopów z pielgrzymem
Bójka chłopów z pielgrzymem (niderl. Boeren en een pelgrim in gevecht) – obraz niderlandzkiegi malarza manieryzmu Martena van Cleve.

## Interpretacje
Obraz przedstawia wioskę pogrążoną w zimowej atmosferze. Na pierwszym planie, na drodze biegnącej w prawo w skos kompozycji, toczy się bijatyka pomiędzy pielgrzymami a chłopami. W wydarzenie zaangażowane zostały postronne osoby. Pielgrzymów można rozpoznać po naszytych na ubraniach muszlach. Górną część obrazu zajmują wysokie zabudowania kościelne. W prawej części kompozycji rozgrywa się scena, gdzie żołnierz na koniu skupia wokół siebie biedaków; kilku z nich pośpiesznie zmierza ku niemu. 
Scenka nasuwa inną interpretację przedstawionych wydarzeń i zmienia jej tematykę: obraz może przedstawiać jedną z przygód świętego Marcina, który, zanim został biskupem w Tours w 370 roku, służył u św. Hilarego w Poitiers, skąd wyruszył do Włoch, by nawrócić swoich rodziców. Po drodze został napadnięty przez rozbójników i tylko cudem przeżył, ocalony przez jednego z nich. Scena z żołnierzem na koniu nawiązuje natomiast do jego najbardziej znanego dobrego uczynku, a mianowicie podzielenia się z biedakami przed bramą miasta Amiens własnym płaszczem i pieniędzmi.
Trzecia interpretacja związana jest pośrednio ze św. Marcinem, a dokładnie z Dniem św. Marcina obchodzonym w krajach romańskich i we Flandrii 11 listopada, jako dzień początku zimy. W tym czasie organizowano jarmarki, różnego rodzaju rozrywki, uczty z „gęsi świętego Marcina” i degustacje „wina świętego Marcina”. Być może obraz przedstawia jedną z licznych bójek, które wywiązywały się po spożyciu owego „wina Marcina”. Argumentem przemawiającym za tą interpretacją są inne znane dzieła z tego okresu m.in. Petera Bruegla, pierwowzoru stylu malarskiego Martena van Cleve, pt. Święto świętego Marcina.
Obraz utrzymany jest w szarych i brązowych tonach, z bielą na połaciach śniegu i z czarnymi plamami w kłębowisku postaci.

## Analogie
Obraz nie jest sygnowany. Autorstwo Martena van Cleve zostało przypisane przez historyczkę sztuki Bożenę Steinborn, kustosza Muzeum Narodowego we Wrocławiu, w 1971 roku. Opierała się ona na licznych podobieństwach do innych dzieł tego artysty. Temat odpustu świętego Marcina był podejmowany przez Cleve przynajmniej trzykrotnie i wszystkie posiadają wspólne cechy. Duże podobieństwo w kompozycji można zaobserwować na innym obrazie artysty pt. Bijatyka między żołnierzami i chłopami, gdzie zachowane zostały proporcje w budowie postaci i ich wzajemnej relacji. W obrazie Kiermasz we wsi można odnaleźć podobną perspektywę przestrzeni wioski, wyznaczoną malowniczymi chatami w śnieżnej szacie; w Zabawach dziecięcych występuje podobna w formach architektura kościoła otoczonego murem i podobną bramką.
Obraz Bójka chłopów z pielgrzymem mógł być inspiracją dla innych artystów: znane są dwa obrazy o identycznej kompozycji. Pierwszy, Święty Marcin i bijatyka żebraków, znajduje się w prywatnej kolekcji w Belgii, a jego autorstwo przypisywane jest artyście z pracowni Sebastiana Vrancxa. Drugi obraz był wystawiany 1953 roku na aukcji w Palais des Beaux-Arts w Brukseli i wówczas przypisywany był Martenowi van Cleve. Historyk sztuki Joos Vander Auwera, znawca twórczości Sebastiana Vrancxa, wrocławski obraz uważa za wczesne dzieło wspomnianego Vrancxa z 1608 roku, a za jego tezą przemawiają podobieństwa do sygnowanego cyklu obrazów Cztery Pory Roku z tego samego okresu.

## Konserwacja
Obraz został namalowany na trzech deskach dębowych ułożonych poziomo. Zanim trafił do wrocławskiego muzeum, podobrazie było przełamane na dwie części i brakowało poziomego klina. W 1971 roku przeprowadzono prace konserwatorskie, wstawiając w miejsce ubytku dębowy klin w tonie kolorystycznie neutralnym (co jest widoczne na obrazie) oraz wykonano specjalną konstrukcję ramy i wymieniono werniks.

## Proweniencja
Obraz został zakupiony przez Muzeum Narodowe we Wrocławiu w 1971 roku od Weroniki Pawełko, której mąż Mieczysław zakupił obraz w 1945 roku od stacjonujących w Bydgoszczy żołnierzy armii radzieckiej.